# ویلهلم زون
ویلهلم زون (آلمانی: Wilhelm Sohn; ۲۹ اوت ۱۸۳۰ – ۱۶ مارس ۱۸۹۹) یک نقاش و استاد نقاشی اهل آلمان بود.
وی در سال ۱۸۴۷ برای تحصیل به دوسلدورف رفت و در مدرسه نقاشی دوسلدورف به تحصیل مشغول شد و پس از آن به عنوان استاد نقاشی به کار خود ادامه داد.

## نگارخانه

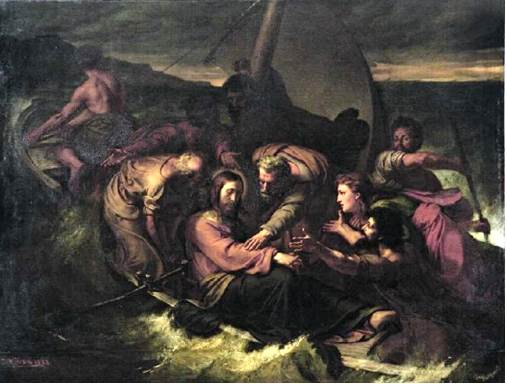
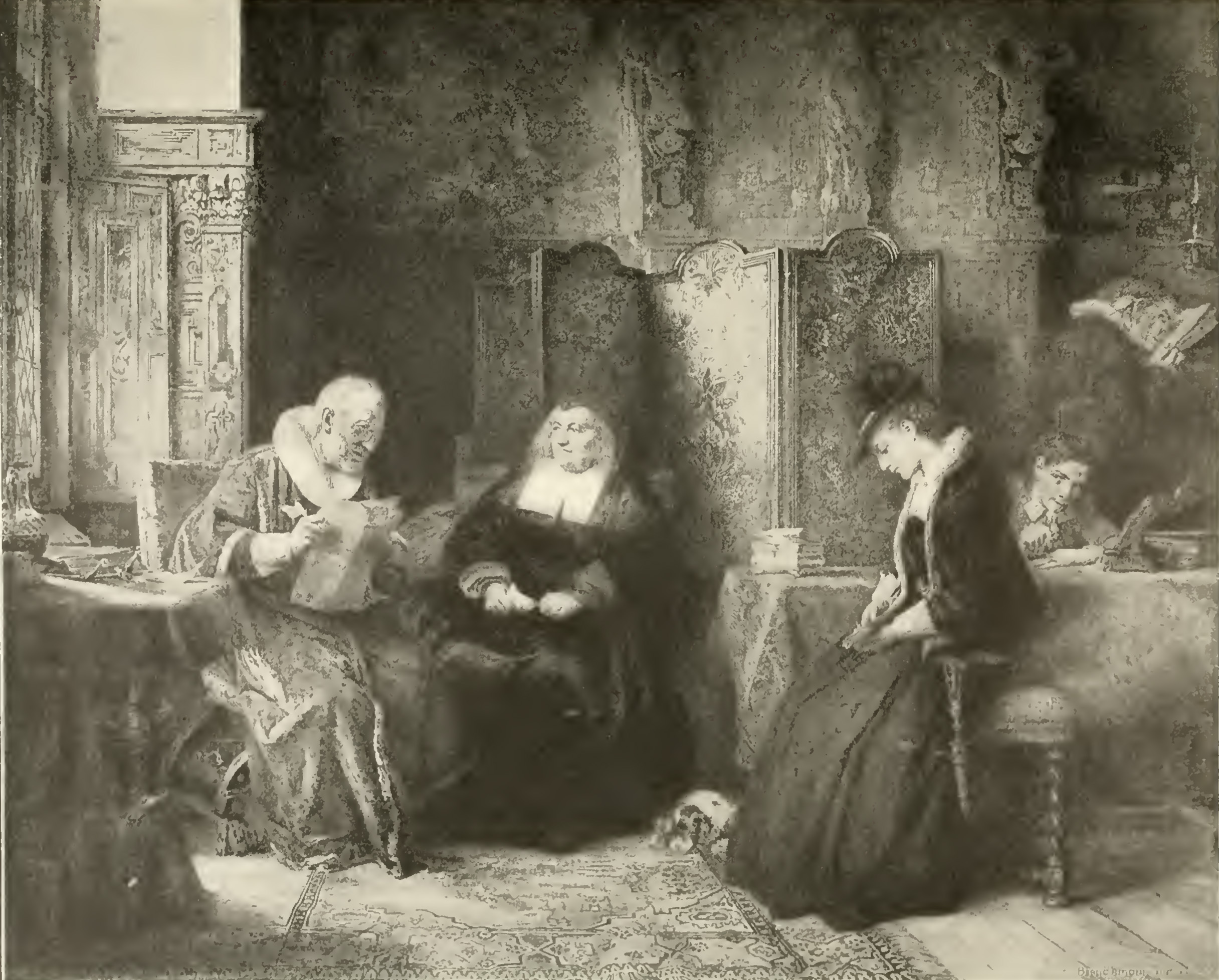
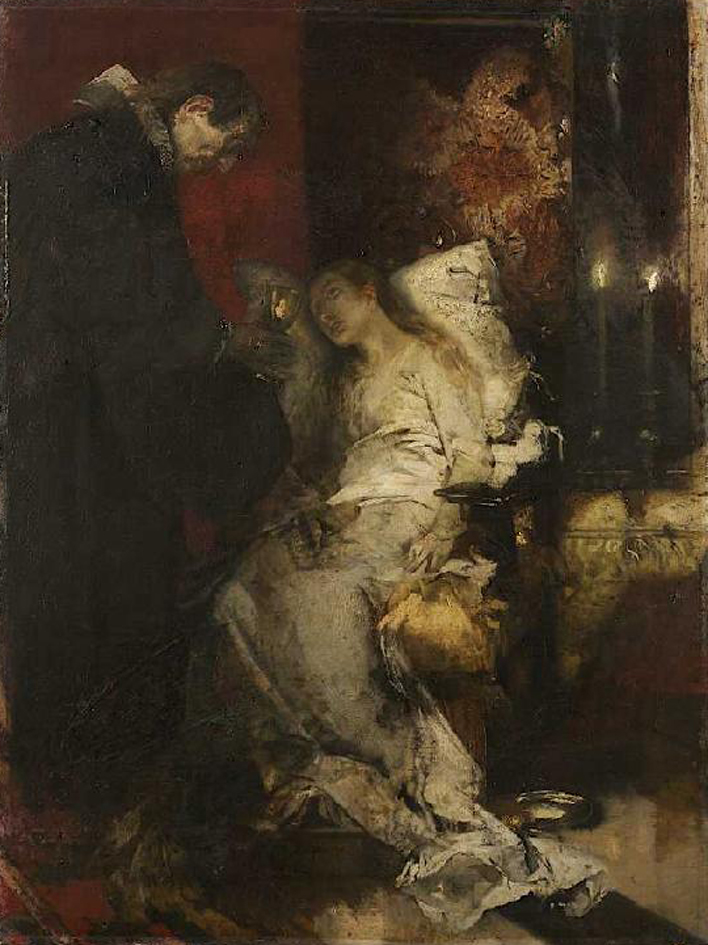
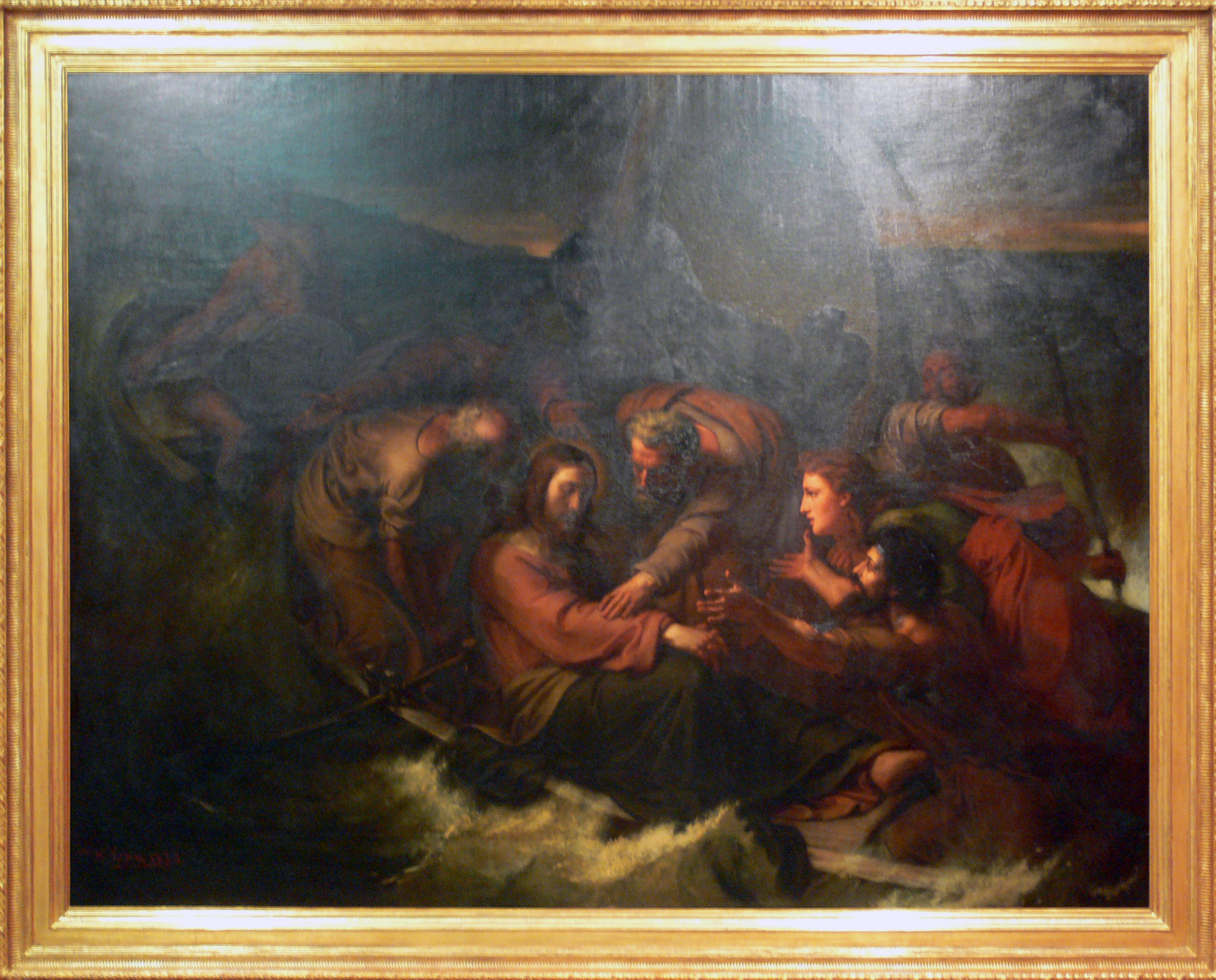